# NGC 5774
NGC 5774 ist eine Balken-Spiralgalaxie vom Hubble-Typ SAB(rs)d im Sternbild Jungfrau am Nordsternhimmel. Sie ist schätzungsweise 70 Millionen Lichtjahre von der Milchstraße entfernt und zeigt sich uns in Face-On-Position. In optischer Nähe befinden sich die Edge-On-Galaxie NGC 5775 und IC 1070.
Die Galaxie wurde am 26. April 1851 von dem Astronomen Bindon Blood Stoney mithilfe seines 72-Zoll-Spiegelteleskops Leviathan entdeckt und später von Johan Dreyer in seinen New General Catalogue aufgenommen.